# Mașină de repicat

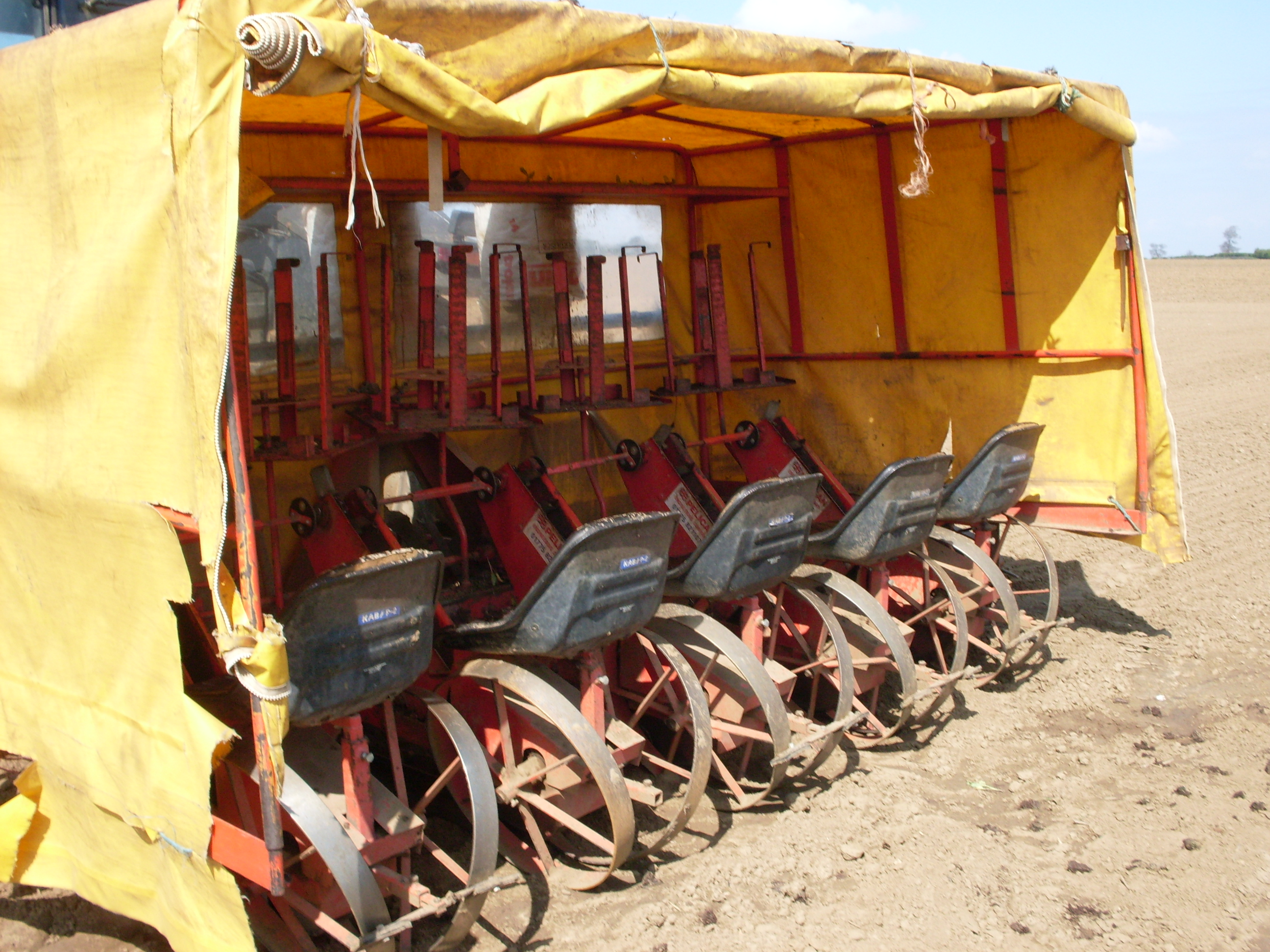
Maşină de repicat pentru cinci rânduri

Mașina de repicat este un utilaj folosit pentru replantarea în câmp a plantelor crescute în răsadnițe. Utilajul este atașat unui tractor, iar activitatea de repicare se face la viteze mici, de ordinul sutelor de metri pe oră, cu ajutorul roților de plantare prevăzute cu greifere. Cu cât numărul de greifere montate pe roata de plantare este mai mare, cu atât distanța dintre plante este mai mică. 
Este o mașină atașată unui utilaj purtător și deservită de până la 6 operatori. Productivitatea foarte mare o face să fie folosită tot mai frecvent în pepiniere. Mașina de repicat se mai numește și transplantator.